# كيشير فولر
كيشير فولر سبينس (بالإنجليزية: Keysher Fuller Spence) هو لاعب كرة قدم محترف من كوستاريكا من مواليد 12 يوليو 1994، يلعب كظهير أيمن في دوري كوستاريكا لكرة القدم لنادي نادي هيريديانو الرياضي كما يلعب لمنتخب كوستاريكا.
في 2 فبراير 2019 ظهر فولر لأول مرة مع منتخب بلاده ضد الولايات المتحدة على ملعب أفايا.